# زنبورهای پاچماقی
زنبورهای پاچماقی (نام علمی: Gasteruptiidae) نام یک تیره از بالاخانواده علم‌دارواران است.